# Сонтонна-ла-Монтань
Сонтонна́-ла-Монта́нь (фр. Sonthonnax-la-Montagne) — муніципалітет у Франції, у регіоні Овернь-Рона-Альпи, департамент Ен. Населення — 292 особи (01.01.2021).
Муніципалітет розташований на відстані близько 380 км на південний схід від Парижа, 75 км на північний схід від Ліона, 23 км на схід від Бург-ан-Бресса.

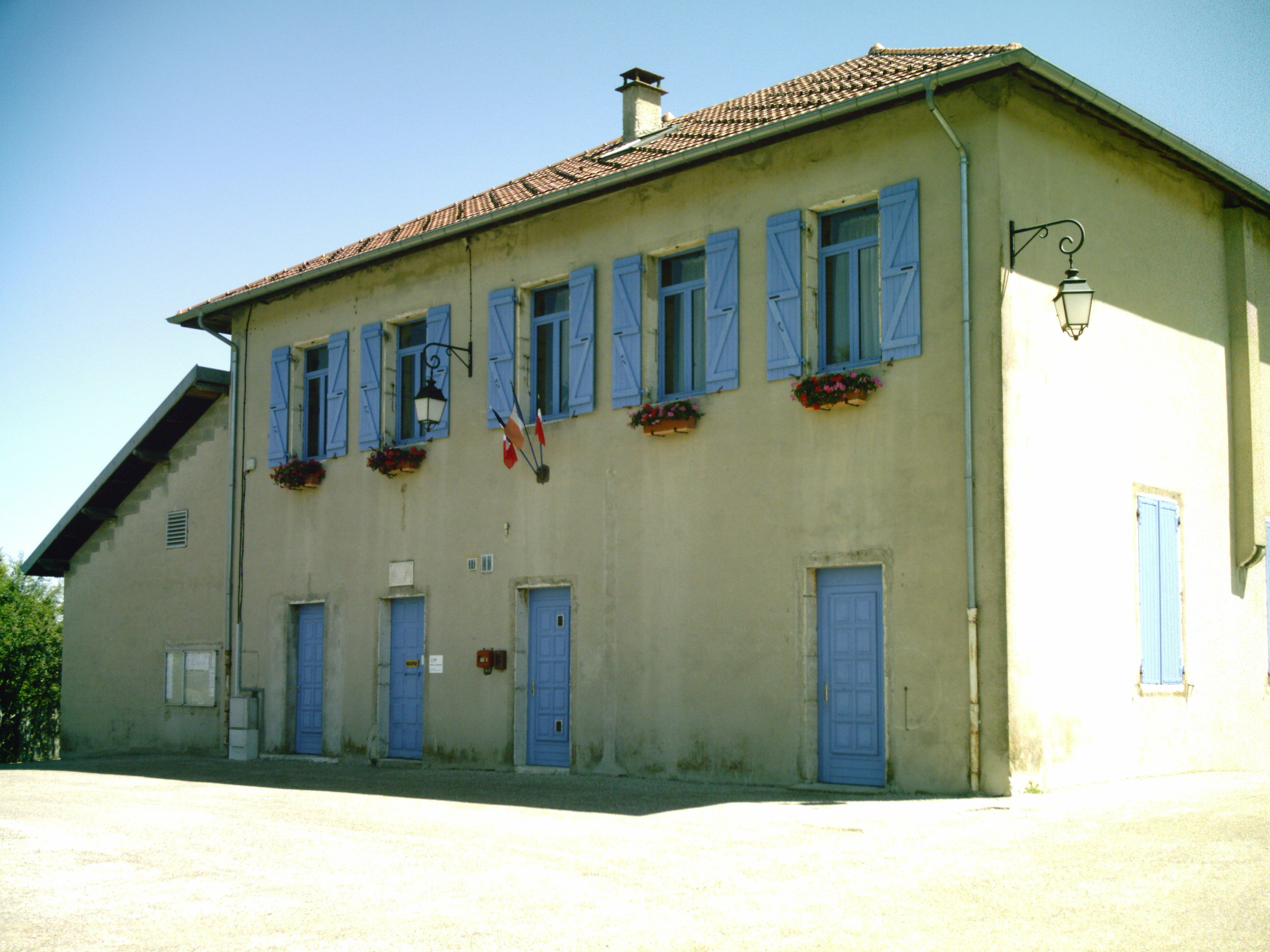
Мерія

## Історія
До 2015 року муніципалітет перебував у складі регіону Рона-Альпи. Від 1 січня 2016 року належить до нового об'єднаного регіону Овернь-Рона-Альпи.

## Демографія
Динаміка населення (INSEE і Cassini ):
Розподіл населення за віком та статтю (2006):
| Стать | Всього | До 15 років | 15-24 | 25-44 | 45-64 | 65-85 | Понад 85 |
| --- | ------ | ----------- | ----- | ----- | ----- | ----- | -------- |
| Чоловіки | 164    | 52          | 12    | 64    | 24    | 12    | 0        |
| Жінки | 144    | 40          | 8     | 56    | 32    | 8     | 0        |
| \| Статево-вікова піраміда \| Статево-вікова піраміда \| Статево-вікова піраміда \| \| ----------------------- \| ----------------------- \| ----------------------- \| \| Чоловіки \| Вік \| Жінки \| \| 0 \| 85 + \| 0 \| \| 0 \| 80-84 \| 0 \| \| 8 \| 75-79 \| 8 \| \| 0 \| 70-74 \| 0 \| \| 4 \| 65-69 \| 0 \| \| 0 \| 60-64 \| 0 \| \| 8 \| 55-59 \| 12 \| \| 12 \| 50-54 \| 16 \| \| 4 \| 45-49 \| 4 \| \| 12 \| 40-44 \| 8 \| \| 20 \| 35-39 \| 16 \| \| 20 \| 30-34 \| 28 \| \| 12 \| 25-29 \| 4 \| \| 4 \| 20-24 \| 8 \| \| 8 \| 15-20 \| 0 \| \| 8 \| 10-14 \| 4 \| \| 28 \| 5-9 \| 16 \| \| 16 \| 0-4 \| 20 \| |        |             |       |       |       |       |          |
| Статево-вікова піраміда |        |             |       |       |       |       |          |
| Чоловіки | Вік    | Жінки       |       |       |       |       |          |
| 0 | 85 +   | 0           |       |       |       |       |          |
| 0 | 80-84  | 0           |       |       |       |       |          |
| 8 | 75-79  | 8           |       |       |       |       |          |
| 0 | 70-74  | 0           |       |       |       |       |          |
| 4 | 65-69  | 0           |       |       |       |       |          |
| 0 | 60-64  | 0           |       |       |       |       |          |
| 8 | 55-59  | 12          |       |       |       |       |          |
| 12 | 50-54  | 16          |       |       |       |       |          |
| 4 | 45-49  | 4           |       |       |       |       |          |
| 12 | 40-44  | 8           |       |       |       |       |          |
| 20 | 35-39  | 16          |       |       |       |       |          |
| 20 | 30-34  | 28          |       |       |       |       |          |
| 12 | 25-29  | 4           |       |       |       |       |          |
| 4 | 20-24  | 8           |       |       |       |       |          |
| 8 | 15-20  | 0           |       |       |       |       |          |
| 8 | 10-14  | 4           |       |       |       |       |          |
| 28 | 5-9    | 16          |       |       |       |       |          |
| 16 | 0-4    | 20          |       |       |       |       |          |

## Економіка
2010 року серед 216 осіб працездатного віку (15—64 років) 169 були активними, 47 — неактивними (показник активності 78,2%, у 1999 році було 77,2%). З 169 активних мешканців працювало 159 осіб (90 чоловіків та 69 жінок), безробітними було 10 (7 чоловіків та 3 жінки). Серед 47 неактивних 15 осіб було учнями чи студентами, 16 — пенсіонерами, 16 були неактивними з інших причин.

У 2010 році в муніципалітеті числилось 127 оподаткованих домогосподарств, у яких проживали 356,0 особи, медіана доходів виносила 22 063 євро на одного особоспоживача

## Галерея зображень

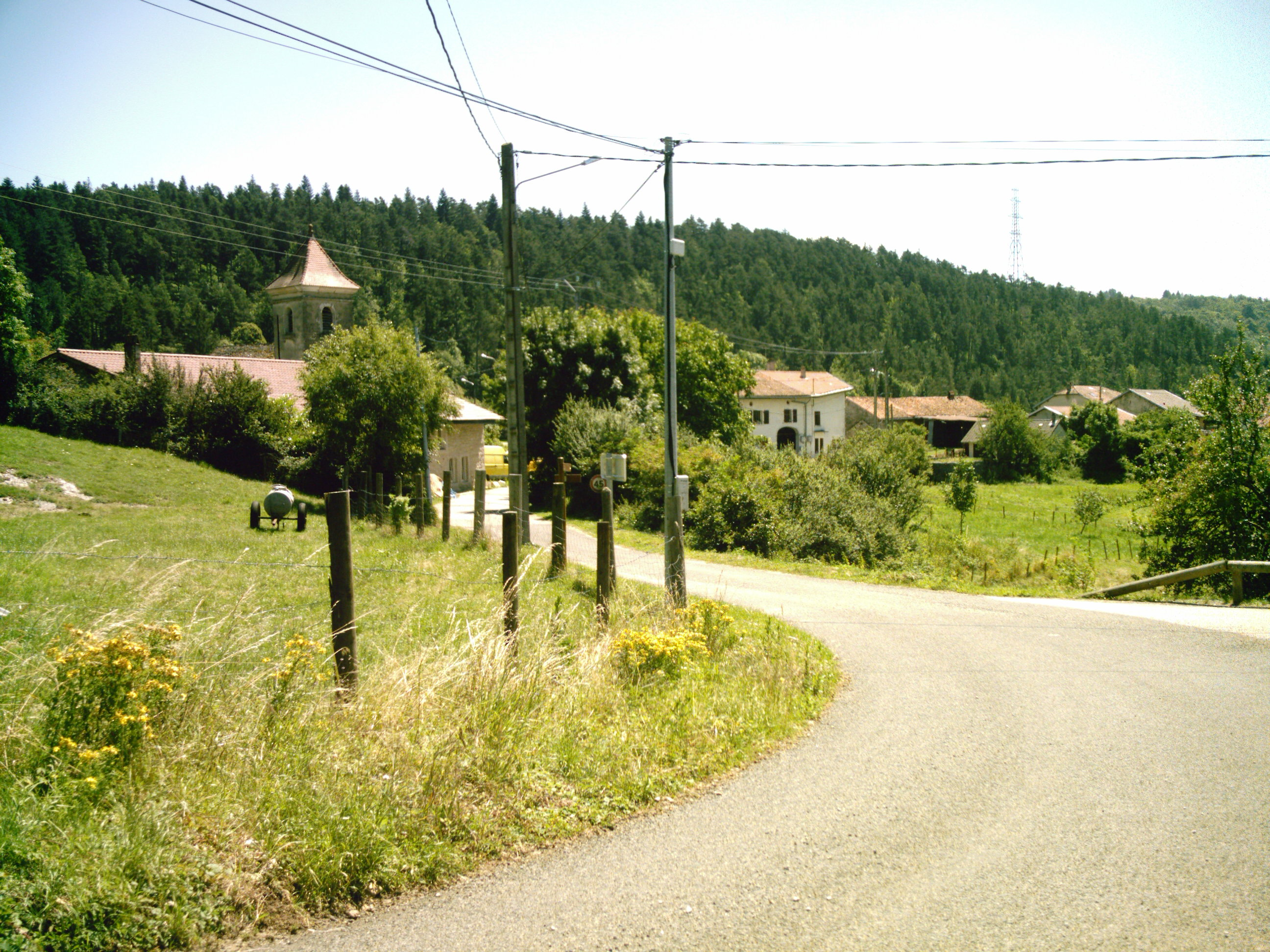
Вид на хутір Нап
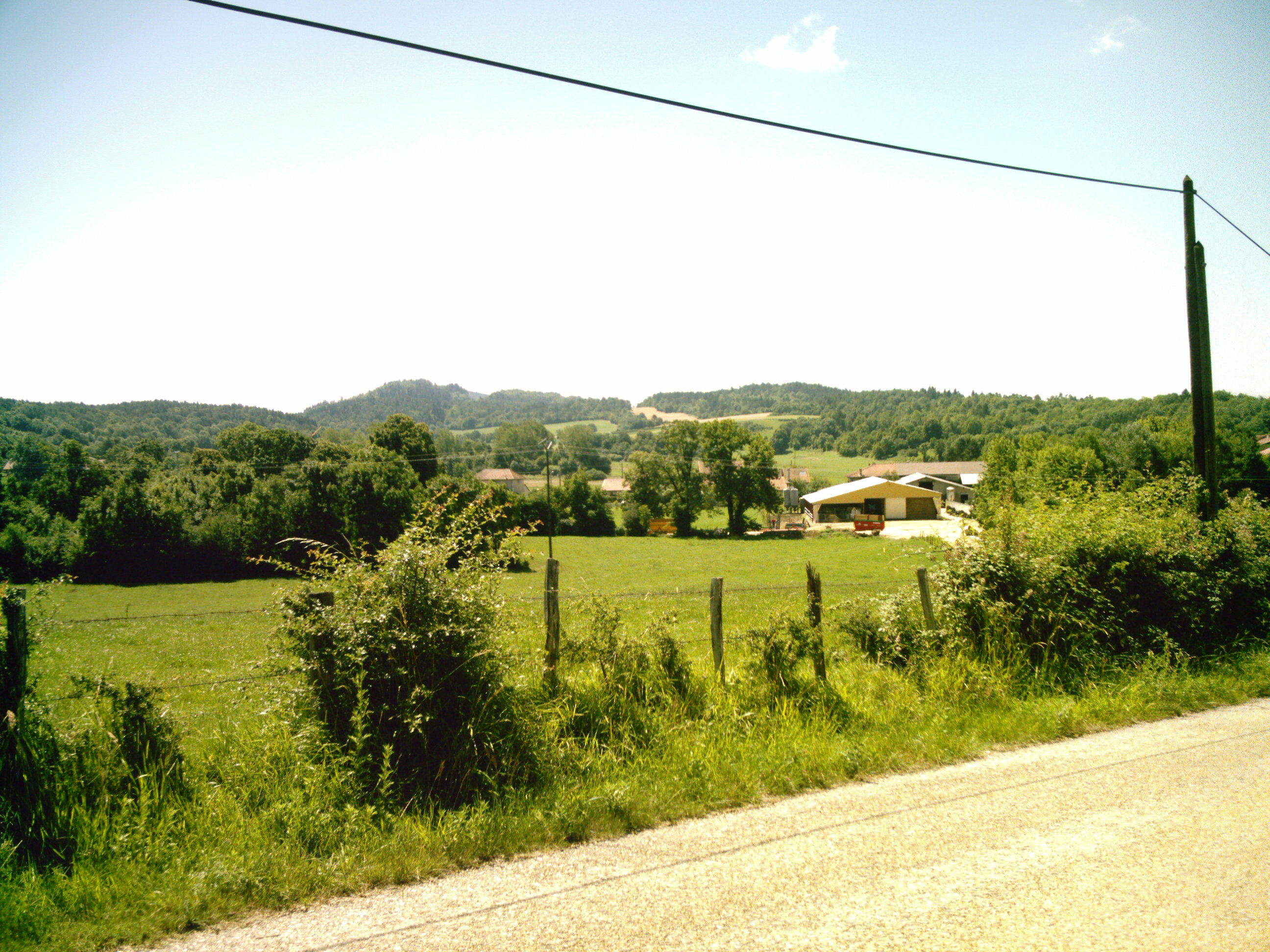
Вид на хутір Ейрія та ліс
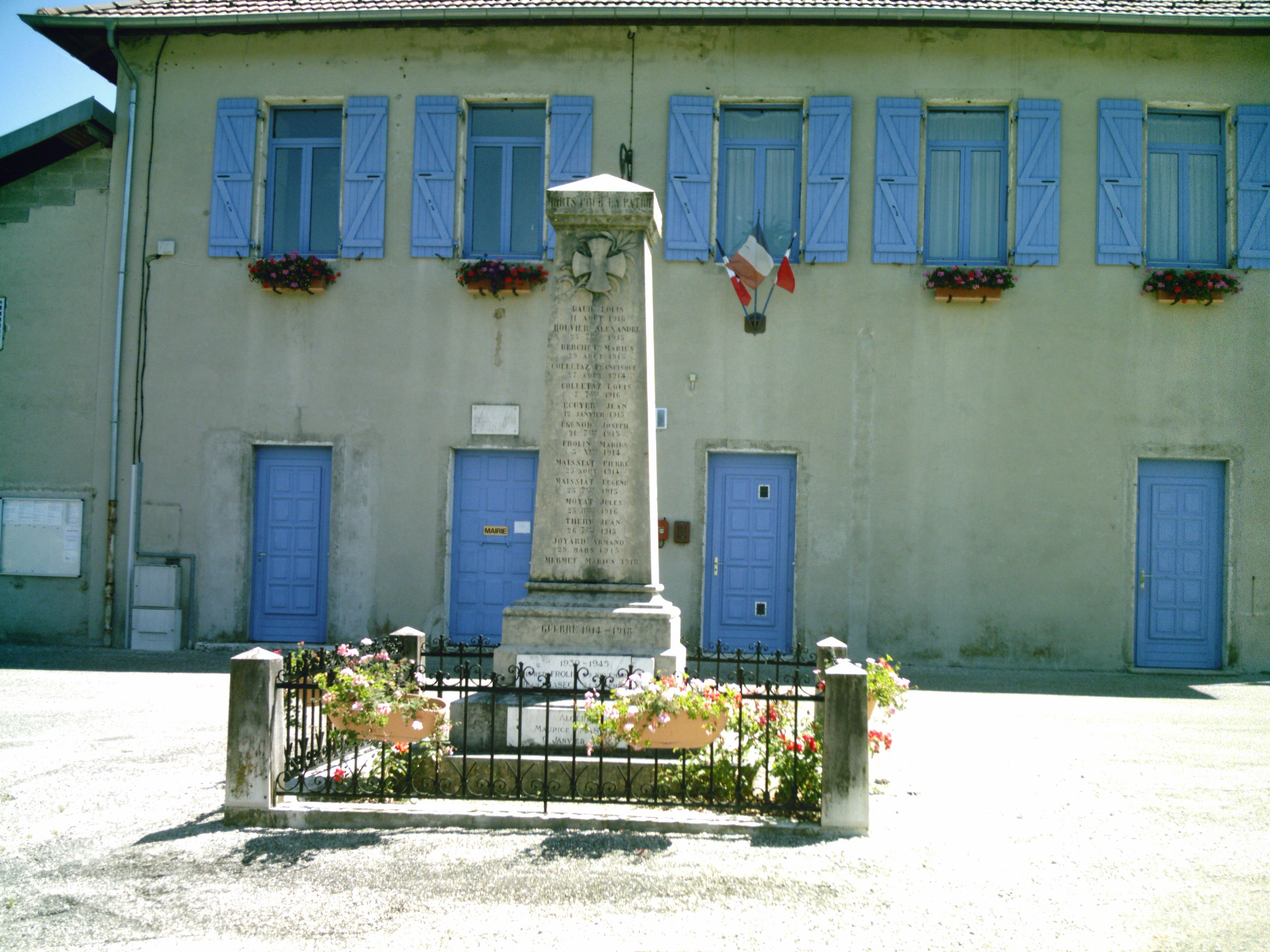
Пам'ятник загиблим перед мерією
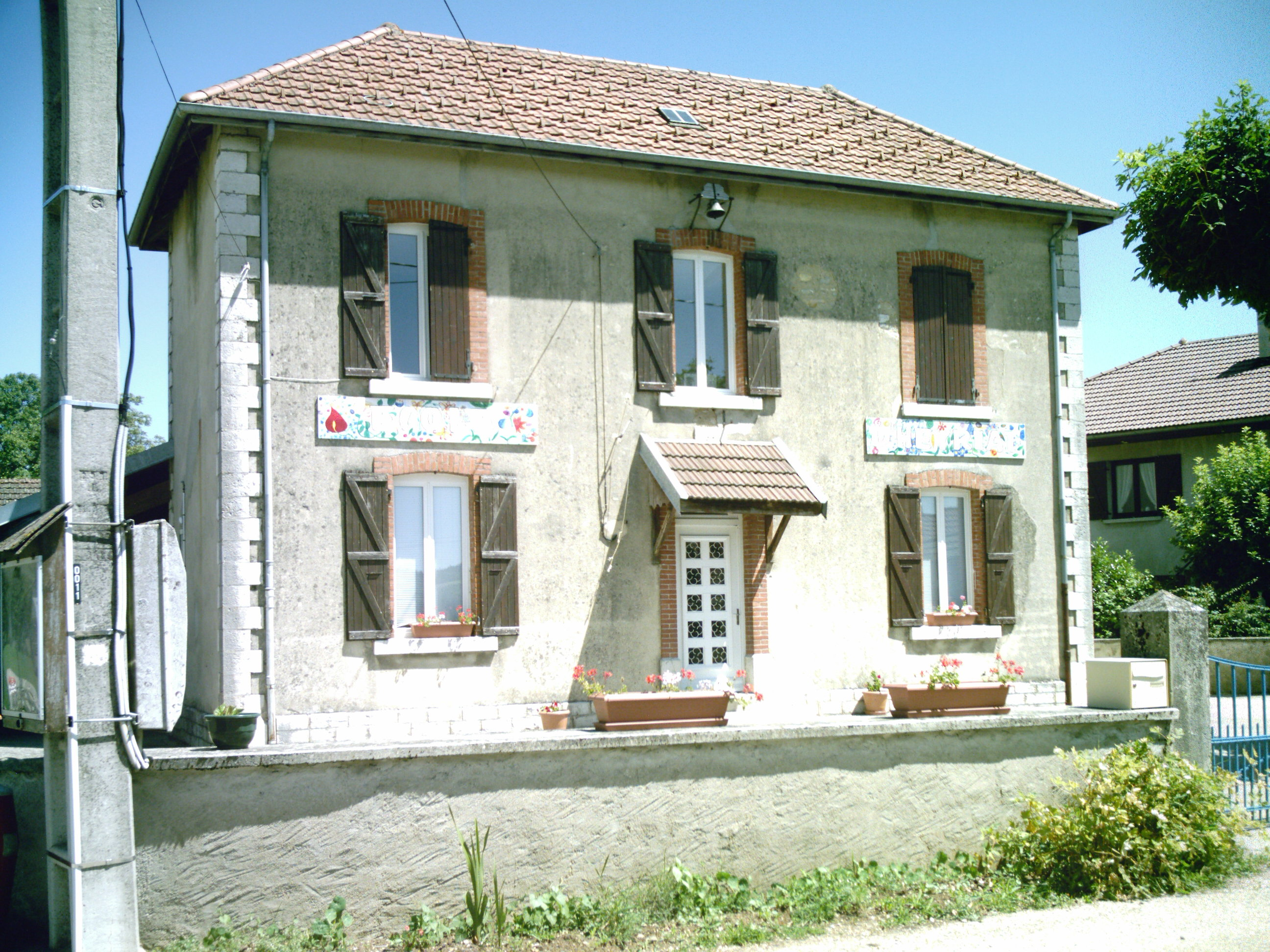
Школа у Ейрія
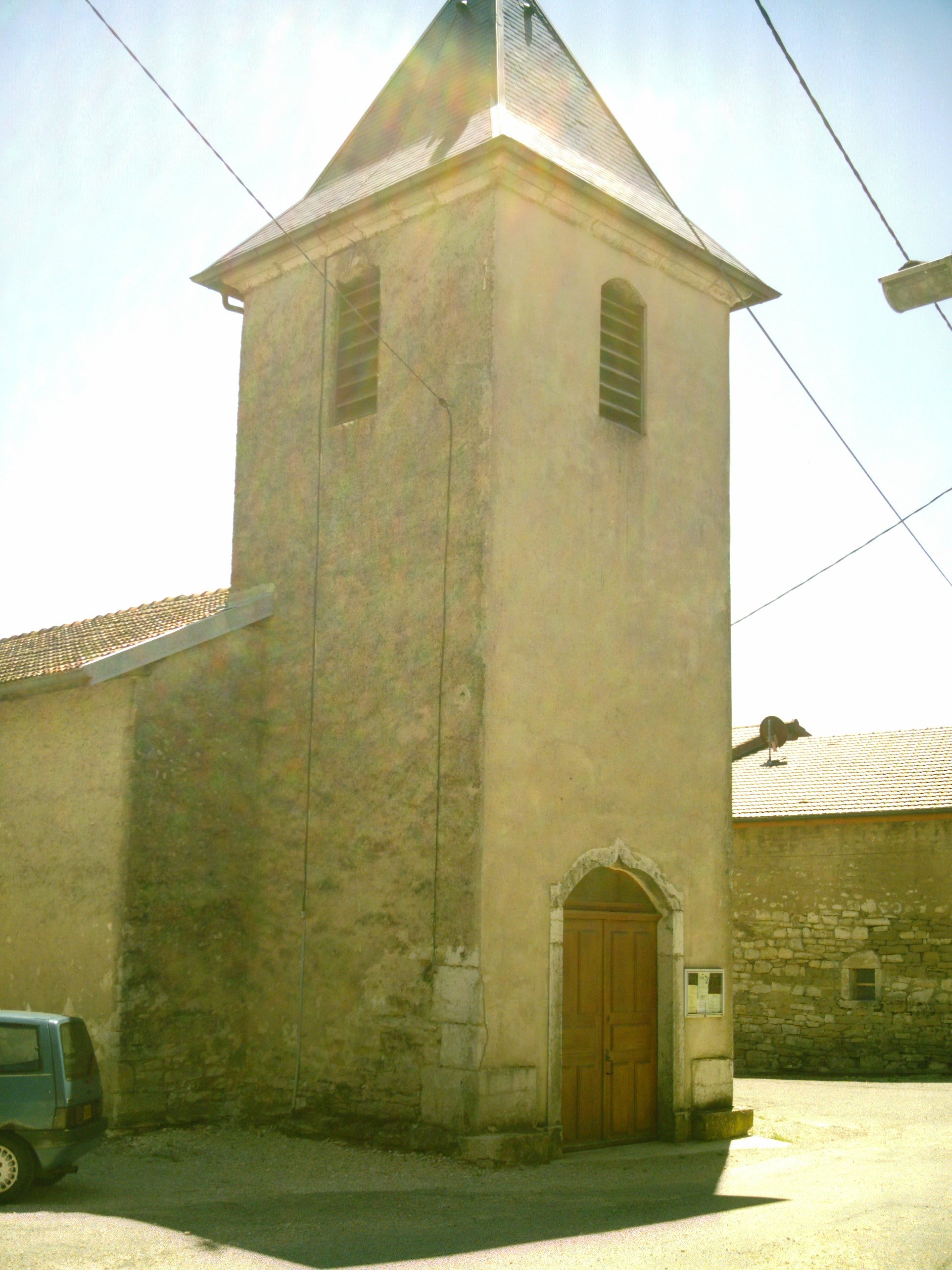
Церква